# تومپا
تومپا (به مجاری:  Tompa) یک منطقهٔ مسکونی در مجارستان است که در سوبتیتسا واقع شده‌است. تومپا ۸۱٫۵۷ کیلومتر مربع مساحت و ۴٬۴۲۶ نفر جمعیت دارد.